# Bunkerslag

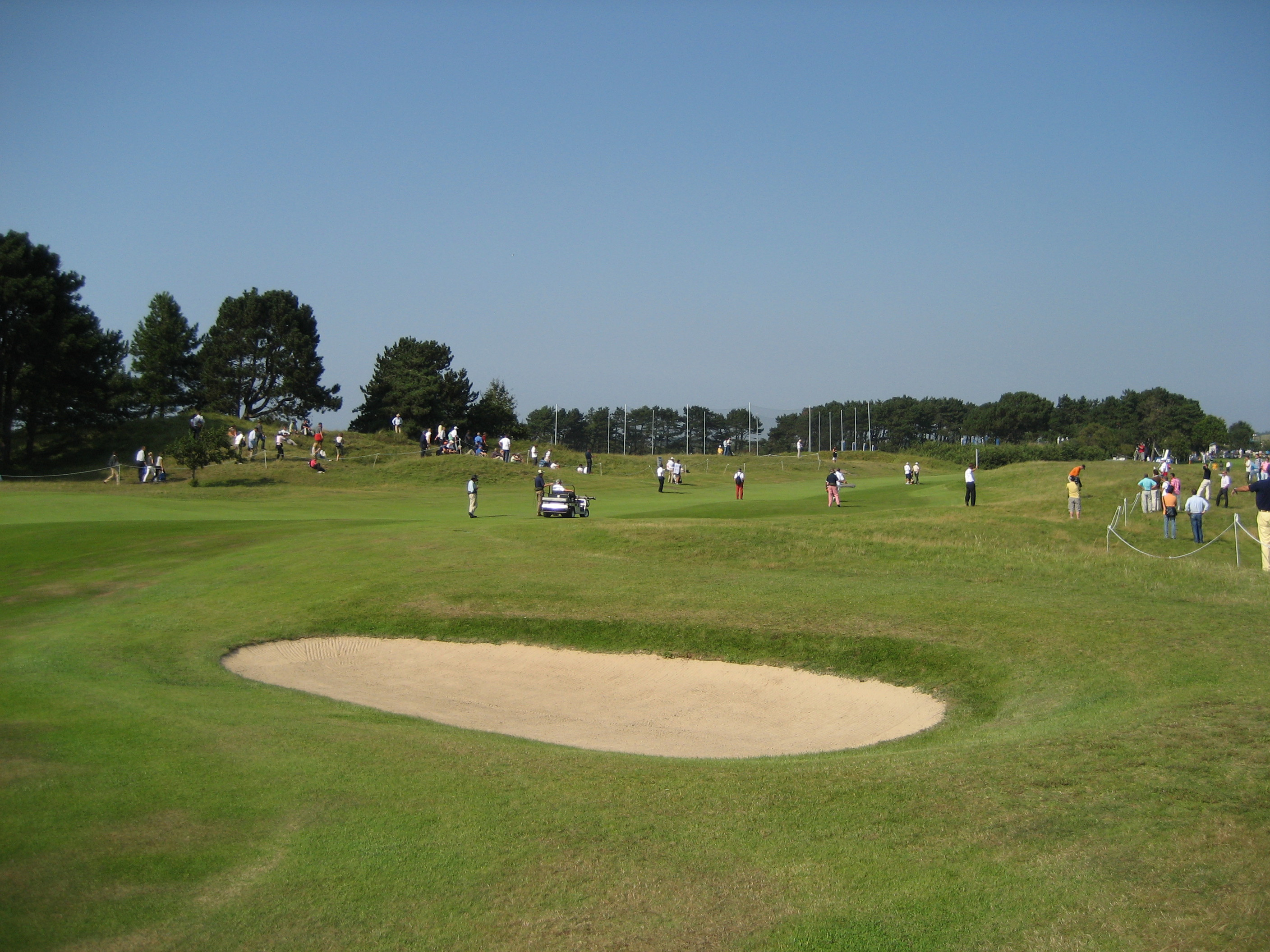
Ondiepe bunker in de fairway

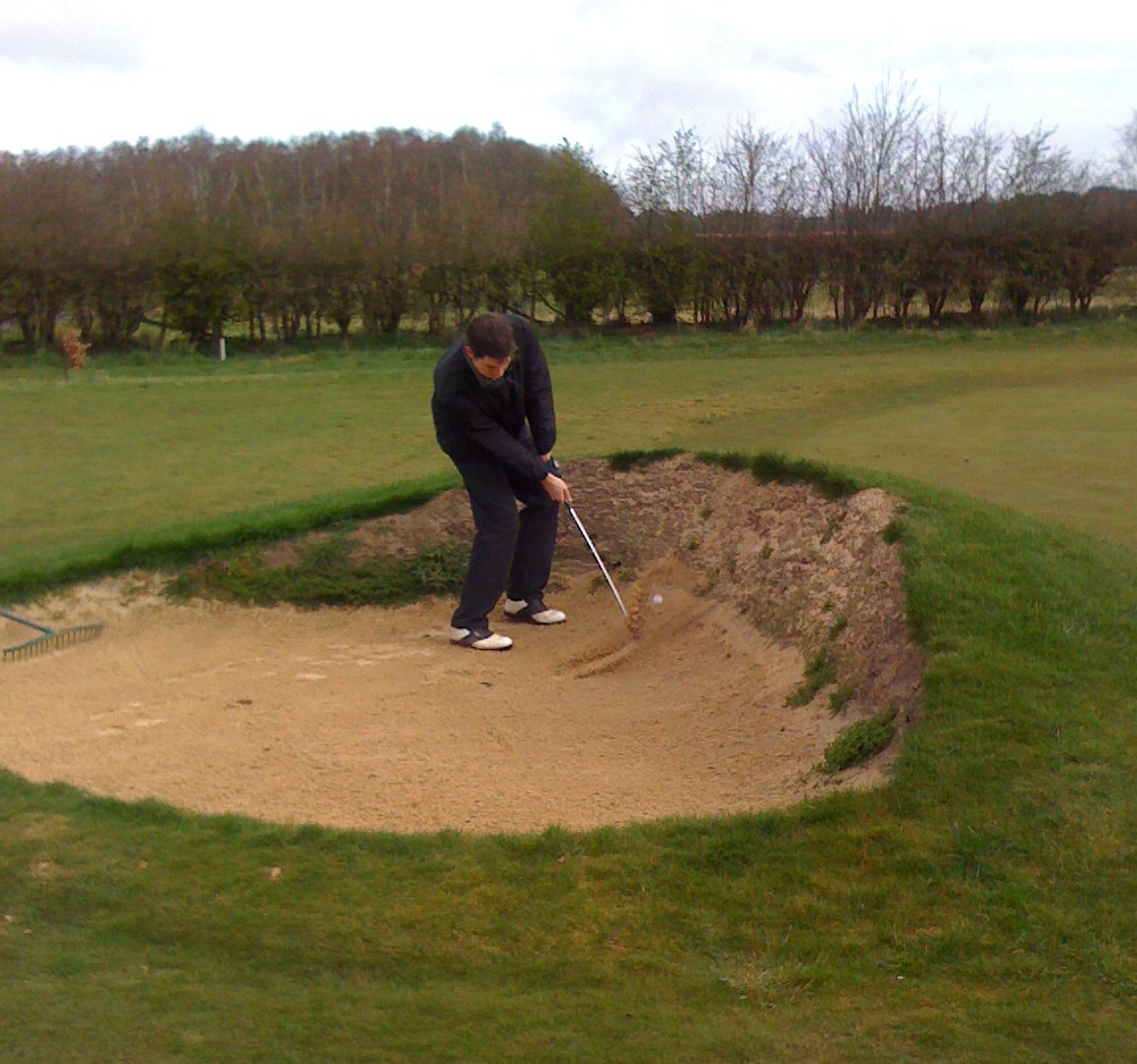
Diepe bunker naast de green

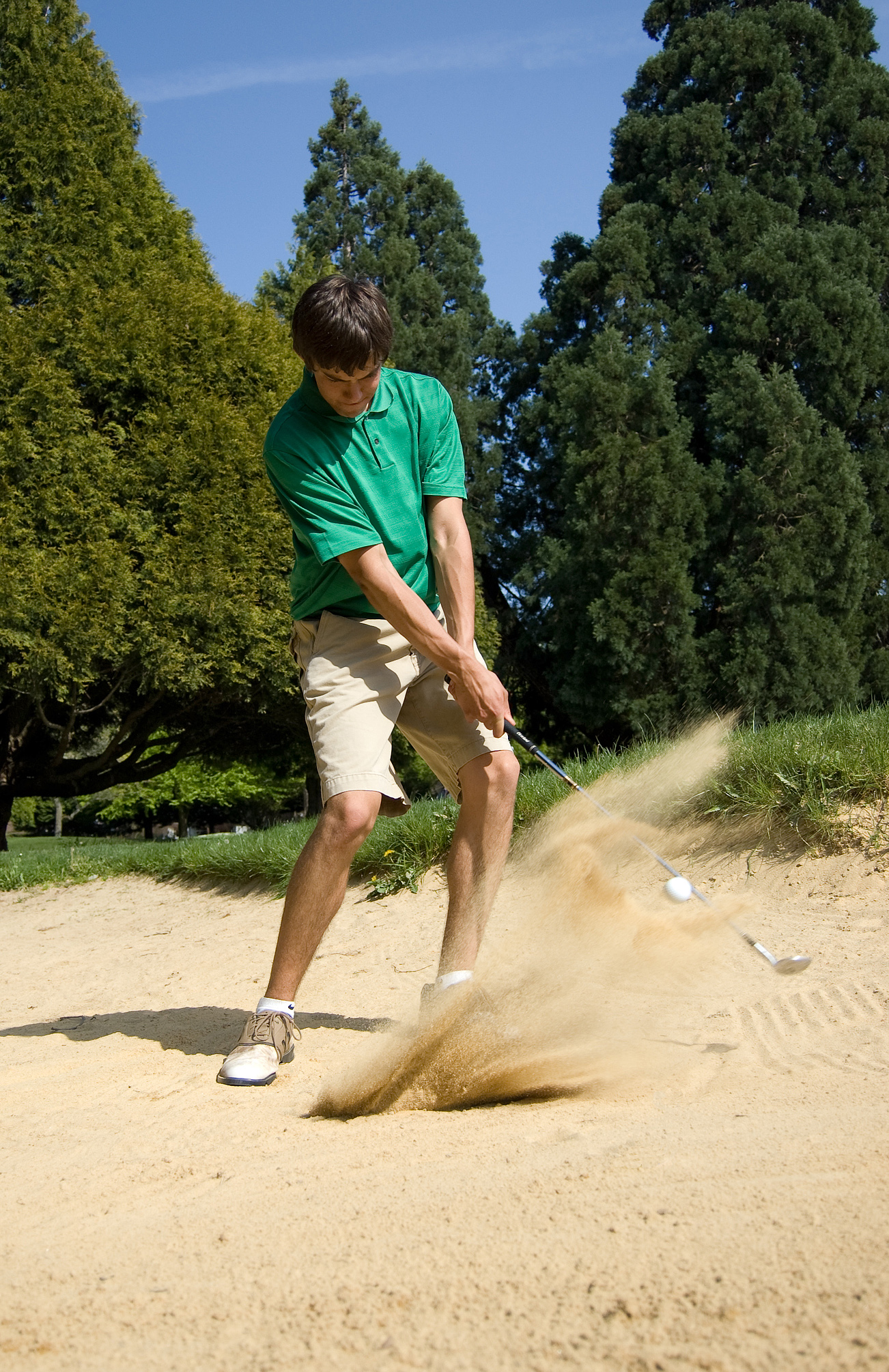
De bal komt met het zand uit de bunker

Een bunkerslag is een term uit de golfsport.
Als tijdens het golfspel de bal terecht is gekomen in een bunker bij de green, zal de speler de bal met een bunkerslag uit de bunker slaan.

## De slag
Er zijn twee soorten bunkers: bunkers in de fairway en bunkers bij de green.
- Bunkers in de fairway zijn meestal ondiep; de bal komt daar regelmatig in terecht als de afslag niet op de fairway terecht is gekomen. De speler moet zijn tweede slag vanuit de fairwaybunker spelen, waarbij hij toch wil proberen zo dicht mogelijk bij de green te komen. Omdat de bunker niet diep is, kan vaak met een ijzer 7 of zelfs 5 worden geslagen, soms zelfs is het mogelijk met een hout te slaan, afhankelijk van de ligging van de bal.
- Bunkers bij de green zijn meestal dieper. Soms zijn ze zo diep of ligt de bal zo slecht dat de enige ambitie van de speler is om de bal eruit te krijgen. Als de bal redelijk ligt, zal hij willen proberen de bal zo dicht mogelijk bij de vlag te slaan. Voor deze bunkerslag gebruikt hij een sand wedge. De bedoeling is om een paar centimeter vóór de bal in het zand te slaan, zodat de bal met het zand uit de bunker komt.

## Regels
Er bestaan twee soorten regels bij golf: spelregels, die betrekking hebben op het spel zelf, en etiquetteregels, die betrekking hebben op het gedrag van de speler. Hierbij enkele regels die betrekking hebben op de bal in de bunker:

### Spelregels
- Een speler mag in de bunker geen oefenswing maken en daarbij het zand aanraken.
- Een speler mag met zijn golfclub niet het zand aanraken voordat hij zijn swing maakt om de bal uit de bunker te slaan. Het mag ook niet terwijl hij de swing begint en de club naar boven beweegt. Doet hij dat wél, dan krijgt hij een strafslag. Het mag zelfs niet door erop te leunen terwijl men wacht.
- Een speler mag niets natuurlijks uit de bunker verwijderen, dus geen takken of bladeren. Hij mag wél onnatuurlijke dingen verwijderen zoals de hark. Als de bal daarbij beweegt, moet die zo correct mogelijk teruggeplaatst worden.
- Als er water in de bunker staat en de bal daarin ligt of de speler daardoor niet met droge voeten kan spelen, mag de bal ergens anders in de bunker gedropt worden, maar niet dichter bij de hole. Als dit niet mogelijk is, mag de bal ook buiten de bunker gedropt worden, maar dan moet men een strafslag bijtellen.

### Etiquetteregel
- Een speler wordt verzocht de bunker netjes aangeharkt achter te laten. Een golfclub mag bepalen of de hark in of buiten de bunker moet worden achtergelaten.